# تتسویا یاناگیساوا
تتسویا یاناگیساوا (انگلیسی: Tetsuya Yanagisawa؛ زادهٔ) کارگردان فیلم، پویانما، و کارگردان پویانمایی اهل ژاپن است.